# 大谷竹次郎

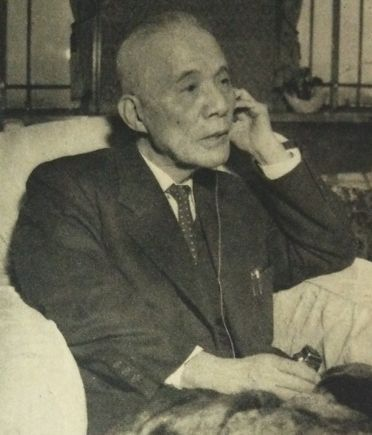
1955年

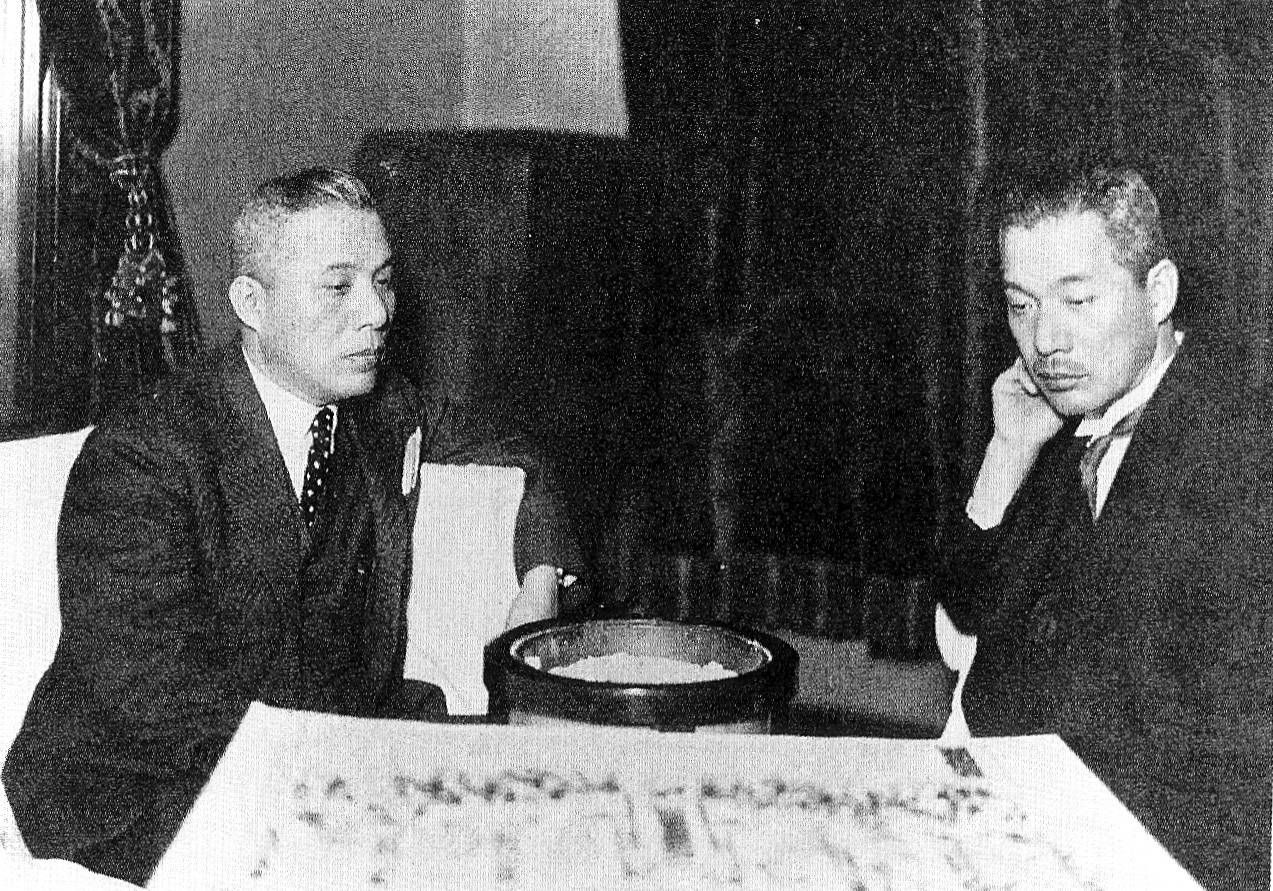
竹次郎と松次郎（1932年）

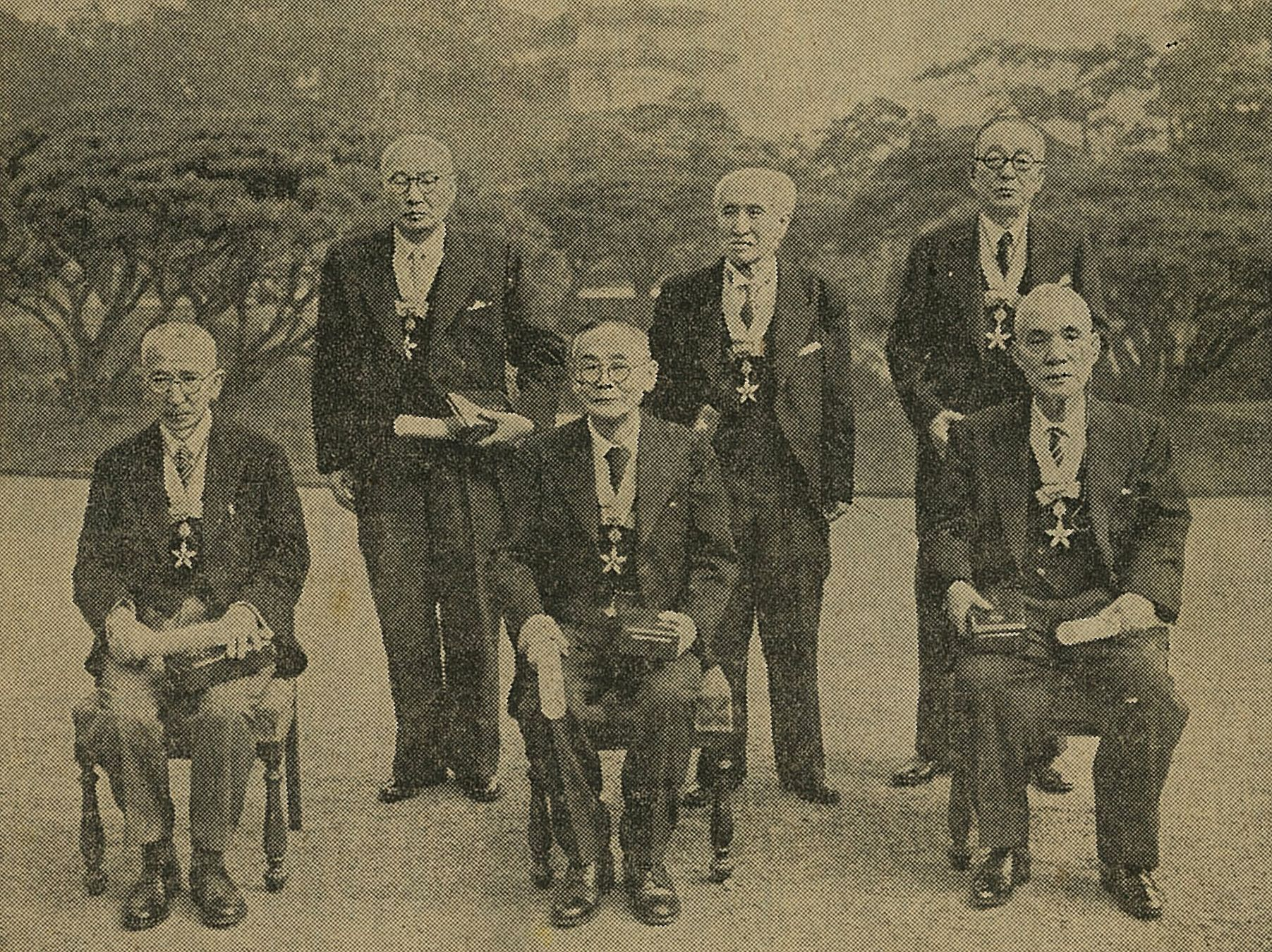
文化勲章授与式、前列右側が大谷竹次郎

大谷 竹次郎（おおたに たけじろう、1877年12月13日 - 1969年12月27日）は、兄の白井松次郎とともに松竹を創業した日本の実業家。

## 来歴・人物
京都三条柳馬場（現・京都市中京区）の生れ。父：大谷栄吉、母：しも。双生児の兄が白井松次郎。実父栄吉は相撲の興行師で、妻に水場（売店）の経営をさせていた。女婿（妾腹の娘の夫）が後の松竹社長城戸四郎。
劇場の売店経営から劇場経営へ進出。1895年（明治28年）に大谷竹次郎が京都阪井座を買収し、その興行主となる。1902年（明治35年）、京都新京極通に明治座（後の京都松竹座）を開設した。
1905年（明治38年）に兄とともに大阪市南区葦原町に松竹合名会社を設立（白井松次郎社長）。後に東京新富座買収によって東京に進出して以降は、竹次郎が関東、松次郎が関西を受け持った。
東京の多くの劇場の経営権を握り、1914年（大正3年）に歌舞伎座の社長に就任。1920年（大正9年）2月、松竹キネマ合名会社を設立し、映画界にも進出した。関東大震災の際、松竹は東京・横浜の劇場・映画館のうち22館を焼失した。歌舞伎座は1921年の火災で再建途中だったところを震災に遭った。
松竹キネマは1931年（昭和6年）に日本初の本格的トーキー『マダムと女房』を上映、小林一三の東宝と勢力を二分した。 
1937年（昭和12年）、松竹社長に就任（白井松次郎は会長に）。戦後の1947年（昭和22年）、公職追放となる。翌年追放解除。1954年（昭和29年）、同会長に就任。第二次世界大戦後の1955年（昭和30年）に、歌舞伎の伝承発展への貢献を認められ文化勲章を受章した。1967年（昭和42年）の春の叙勲では勲一等瑞宝章を受章した。1969年（昭和44年）東京都三田の自宅で死去。享年92。

## 家族
- 父・大谷栄吉[5]
- 母・しも - 京都・西村熊次郎二女[5]
- 兄・白井松次郎
- 弟・白井信太郎
- 長男・大谷栄次郎 - 中禅寺湖でボートが転覆し早世した[2]。
- 長女・トシ - 子爵水野直の二男・博を婿養子に迎えた。大谷博は1960年に松竹社長に就任したが翌年退任し、関連会社の中映社長を務めた。
- 二男・大谷隆三 - 松竹社長を務めたが放火事件を起こし逮捕退任された。岳父に大谷光瑩。長男に大谷信義。
- 妾・城戸ツル - 婿養子に城戸四郎[6][7]。竹次郎とツルが同棲していた家の近くに住んでいた四郎を見初め、城戸家の娘婿に迎えた[8]。

## 同名別人の「大谷竹次郎」
富山県小矢部市出身の実業家大谷米太郎（大谷重工業（合同製鐵の前身の一つ）、ホテルニューオータニの創業者）の実弟にも同姓同名の実業家「大谷竹次郎」（昭和電極（現・SECカーボン）元社長・1895−1971没）がいるが、全くの別人である。こちらの大谷竹次郎は、兵庫県西宮市に邸宅と美術品コレクションを寄贈した。これが今日の「西宮市大谷記念美術館」である。
なお、松竹の大谷竹次郎は昭和初期に浅草公園六区興行街の劇場をことごとく買収または新規開業させ、同地区の興隆に一役買った。昭和50年代に入り同地区が斜陽化した際、松竹が撤退して入れ替わりにTOC（浅草ROX）が進出した。このTOCの創業者が大谷重工業の大谷米太郎である。

## 栄典
- 1940年（昭和15年）8月15日 - 紀元二千六百年祝典記念章[11]

## 関連人物
- 白井信太郎
- 城戸四郎
- 小林一三
- 永田雅一
- 松尾國三
- 大蔵貢
- 大谷隆三